# Бырдины
Бырдины — дворянский род.
Происходит от Ивана Ивановича Бырдина и его двоих сыновей: Афанасия и Андрея. Старший сын последнего, Дмитрий Андреевич, был испомещен в 1628 г. Обширный род Бырдиных записан в VI ч. дворянских родословных книг Курской, Тверской, Рязанской, Тульской и Харьковской губерний. 9.12.1844 г. отставной штабс-капитан Александр Сергеевич Бырдин внесён в VI ч. ДРК Рязанской губ.

## Известные представители рода
- Бырдин, Семён Николаевич (около 1760—после 1798) — офицер Российского императорского флота, участник Русско-турецкой войны 1787—1791 годов. Георгиевский кавалер, капитан 2 ранга.
- Бырдин, Евгений Яковлевич (1876—1927) — русский военачальник, генерал-майор, участник Белого движения.

## Описание герба
Щит разделён перпендикулярно на две части, из коих в правом красном поле находится серебряный гриф, в правую сторону обращённый. В левой части в голубом поле изображена восьмиугольная золотая звезда и под оною того ж металла луна, рогами вверх обращённая.
Щит увенчан обыкновенным дворянским шлемом с дворянской на нём короной со страусовыми перьями. Намёт на щите красный, подложен серебром.